# Intervalle de fluctuation
Ne pas confondre avec la notion d'intervalle de confiance.
La notion anglaise de "prediction interval" est plus large car elle commence par une estimation des paramètres de la population supposés inconnus avant de faire la prédiction contrairement à l'intervalle de fluctuation qui suppose les paramètres connus.
 (juillet 2022).
Si vous disposez d'ouvrages ou d'articles de référence ou si vous connaissez des sites web de qualité traitant du thème abordé ici, merci de compléter l'article en donnant les références utiles à sa vérifiabilité et en les liant à la section « Notes et références ».
En statistique, un intervalle de fluctuation, aussi appelé intervalle de pari est un intervalle dans lequel une grandeur observée se trouve avec une forte probabilité (souvent de 95 %).  
Une valeur en dehors de cet intervalle met en cause la représentativité de l'échantillon. En revanche, sa présence à l'intérieur de  l'intervalle ne garantit pas la validité de l'échantillon.

## Quelques principes généraux
Lorsque la grandeur observée est une proportion d'individus qui satisfait un critère, l'intervalle de fluctuation résulte de   la loi binomiale. Si la taille de l'échantillon n est suffisamment importante et la proportion p vérifie np ≥ 5 et n(1–p) ≥ 5, alors cette loi binomiale est approchée par la loi normale en vertu du théorème central limite. Il en découle une formulation explicite de l'intervalle de fluctuation au seuil de 95 %, pour un échantillon de taille n dont une proportion p satisfait la propriété étudiée :
Si la taille de l'échantillon n ≥ 25 et la probabilité p varie entre 0,2 et 0,8, cet intervalle est approché par un intervalle à la formule plus simple :

## Étude d'une proportion

### Prendre une décision
L'intervalle de fluctuation est un outil important en statistiques, car il permet de prendre une décision avec un risque d'erreur contrôlé. L'intervalle de fluctuation n'a de sens que lorsque la proportion p est connue, comme dans un lancer de pièce (p = 0,5). En revanche, si cette proportion est inconnue, c’est l'intervalle de confiance qui est pertinent.

### Pile ou face
| Nombre de lancers | 20   | 100  | 1000   | 10000  |
| Nombre de 1       | 12   | 55   | 496    | 4990   |
| Proportion        | 60 % | 55 % | 49,6 % | 49,9 % |

Une pièce de monnaie est dite équilibrée si elle tombe sur pile ou face avec la même probabilité de 0,5 (soit 50%). Cela signifie, en vertu de la loi des grands nombres, que sur un grand nombre de lancers, le côté pile apparaîtra à peu près aussi souvent que le côté face. Il est d'ailleurs possible de simuler un grand nombre de lancers à l'aide d'un générateur de nombres pseudo-aléatoire pour obtenir des fréquences d'apparition de plus en plus précises.
Cependant, si la proportion se rapproche de 0,5 avec le nombre de lancers, elle est très rarement égale à 0,5. La probabilité d'obtenir autant de fois chaque côté décroît même avec le nombre (pair) de lancers. Par exemple, sur dix lancers, il y a moins d'une chance sur 4 d'obtenir exactement 5 fois chaque côté.
|                    | 0      | 1       | 2       | 3        | 4        | 5        | 6        | 7        | 8       | 9       | 10     |
| ------------------ | ------ | ------- | ------- | -------- | -------- | -------- | -------- | -------- | ------- | ------- | ------ |
| Probabilité exacte | 1⁄1024 | 10⁄1024 | 45⁄1024 | 120⁄1024 | 210⁄1024 | 252⁄1024 | 210⁄1024 | 120⁄1024 | 45⁄1024 | 10⁄1024 | 1⁄1024 |
| Valeur approchée   | 0,1 %  | 0,9 %   | 4,4 %   | 11,7 %   | 20,5 %   | 24,6 %   | 20,5 %   | 11,7 %   | 4,4 %   | 0,9 %   | 0,1 %  |

Les numérateurs des fractions affichées sont les coefficients binomiaux de rang 10.
Ce tableau montre que tous les nombres de sortie sont possibles, mais qu'il y a environ 98 % de chances d'obtenir au moins deux fois pile et deux fois face sur dix lancers.
Un intervalle de fluctuation peut donc être défini dans ce cas par [2 ; 8] pour le nombre de sorties de chaque côté, ce qui revient à donner un intervalle de fluctuation de 0,2 à 0,8 pour la fréquence d'apparition de chaque côté. Une pièce tombant au moins 9 fois du même côté (et donc moins d'une fois de l'autre) au cours de dix lancers sera donc suspecte, même si ce résultat n'est pas complètement impossible avec une pièce équilibrée.

### Cas général
La même méthode peut être utilisée pour tester une probabilité différente de 0,5. En répétant une même expérience aléatoire ayant une certaine probabilité p de réussite, la variable aléatoire S associée au nombre de réussites suit une loi binomiale dont les paramètres sont le nombre d'expériences n et la probabilité p :
{\displaystyle \mathbb {P} (S=k)={\binom {n}{k}}\,p^{k}\,(1-p)^{n-k}.}
L'intervalle de fluctuation se calcule en éliminant les valeurs extrêmes de S qui représentent moins de 2,5 % de chaque côté. Cela revient à définir les entiers a le plus grand possible et b le plus petit possible tels que
{\displaystyle \mathbb {P} (S<a)\leq 0,025}
{\displaystyle \mathbb {P} (S>b)\leq 0,025.}
Il est possible que l'une ou l'autre de ces valeurs corresponde à une valeur extrême (c'est-à-dire 0 ou n), notamment si le paramètre p est proche de 0 ou de 1.
L'intervalle de fluctuation pour la fréquence de réussite s'écrit alors :
{\displaystyle I=\left[{\frac {a}{n}};{\frac {b}{n}}\right].}

### Approximation à l'aide de la loi normale
Le théorème central limite stipule que la différence entre la fréquence observée et la fréquence théorique, multipliée par la racine carrée de la taille de l'échantillon, converge en loi vers une loi normale centrée de même variance que la loi de Bernoulli sous-jacente, donc d'écart type
{\displaystyle \sigma ={\sqrt {p(1-p)}}}.
Autrement dit, la fonction de répartition suivante
{\displaystyle t\mapsto \mathbb {P} \left({\sqrt {\frac {n}{p(1-p)}}}\left({\frac {S}{n}}-p\right)\leq t\right)}
converge vers la fonction de répartition de la loi normale centrée réduite.
Or les quantiles de cette loi peuvent être calculés par approximation numérique. L'antécédent de 0,975 par la fonction de répartition vaut environ 1,96, d'où l'approximation suivante :
{\displaystyle \mathbb {P} \left(-1,96\leq {\sqrt {\frac {n}{p(1-p)}}}\left({\frac {S}{n}}-p\right)\leq 1,96\right)\approx 0,95.}
Par conséquent, la double inégalité suivante est vraie avec une probabilité de 0,95 environ :
{\displaystyle p-1,96{\sqrt {\frac {p(1-p)}{n}}}\leq {\frac {S}{n}}\leq p+1,96{\sqrt {\frac {p(1-p)}{n}}}.}
Ces inégalités définissent donc une approximation de l'intervalle de fluctuation au seuil de 95 %.
Remarque. À la suite des diverses approximations du raisonnement, le résultat d'un seuil de 95 % n'est pas toujours assuré. On arrive à un résultat inférieur à 95 % pour certaines valeurs de p et n, par exemple
si n=141 et p=0,422 , alors {\displaystyle \mathbb {P} \left(-1,96\leq {\sqrt {\frac {n}{p(1-p)}}}\left({\frac {S}{n}}-p\right)\leq 1,96\right)<0,94};
si n=222 et p=0,241 , alors {\displaystyle \mathbb {P} \left(-1,96\leq {\sqrt {\frac {n}{p(1-p)}}}\left({\frac {S}{n}}-p\right)\leq 1,96\right)\simeq 0,94};
si n=1530 et p=0,1 , alors {\displaystyle \mathbb {P} \left(-1,96\leq {\sqrt {\frac {n}{p(1-p)}}}\left({\frac {S}{n}}-p\right)\leq 1,96\right)=0,945};
si n ≥ 1636 et p=9⁄n , alors {\displaystyle \mathbb {P} \left(-1,96\leq {\sqrt {\frac {n}{p(1-p)}}}\left({\frac {S}{n}}-p\right)\leq 1,96\right)<0,938}.
Pour changer le seuil, il suffit de modifier le coefficient 1,96 par un autre quantile de la fonction de répartition de la loi normale centrée réduite.
| Seuil de l'intervalle de fluctuation | 90 % | 95 %  | 98 % | 99 %  | 99,5 % | 99,9 % |
| Valeur de la fonction de répartition | 0,95 | 0,975 | 0,99 | 0,995 | 0,9975 | 0,9995 |
| Valeur approchée du coefficient      | 1,64 | 1,96  | 2,33 | 2,58  | 2,81   | 3,29   |

### Formule simplifiée
En majorant le coefficient 1,96 par 2 et en majorant le produit p(1–p) par son maximum (1⁄4), la formule précédente peut être simplifiée pour l'intervalle de fluctuation à 95 % par
{\displaystyle I=\left[p-{\frac {1}{\sqrt {n}}}\ ;\ p+{\frac {1}{\sqrt {n}}}\right].}
La première majoration est une bonne approximation, tandis que la seconde majoration augmente de 25 % la longueur de l'intervalle lorsque la fréquence théorique p vaut 0,2 ou 0,8. Cette simplification est donc en général acceptée seulement si la fréquence théorique se situe entre ces deux valeurs.
L'inclusion de l'intervalle de fluctuation de la fréquence dans l'intervalle [0 ; 1] est alors automatique dès que la taille de l'échantillon est supérieure ou égale à 25. Lorsque n ≥ 25 et 0,2 ≤ p ≤ 0,8, la probabilité {\displaystyle \mathbb {P} \left({\frac {S}{n}}\in I\right)} fluctue au-dessus de 93%, en se concentrant surtout entre 0.95 et 0.99 . 
Quelle que soit la probabilité p entre 0 et 1, l'intervalle de fluctuation {\displaystyle I=\left[p-{\frac {1}{\sqrt {n}}}\ ;\ p+{\frac {1}{\sqrt {n}}}\right]} est au seuil de 91 % pour tout n ≥ 1, au seuil de 92 % pour tout n ≥ 7, de 93 % pour tout n ≥ 30, de 94 % pour tout n ≥ 57, de 95 % pour tout n ≥ 553.

## Variance
Dans le cas d'un échantillon de n variables indépendantes d'une même loi normale centrée réduite, la variance observée au sein de l'échantillon, multipliée par n−1, suit une loi du χ² de paramètre n−1. L'intervalle de fluctuation peut alors être défini à l'aide des quantiles de la fonction de répartition correspondante.
Ce calcul permet de tester l'adéquation d'un échantillon à une loi normale.